# جيف كوبيرن
جيف كوبيرن (بالإنجليزية: Geoff Coburn)‏ هو لاعب دوري الرغبي أسترالي، ولد في 27 نوفمبر 1958.